# Great Maytham Hall
Great Maytham Hall è una residenza storica di campagna situata vicino a Rolvenden, nel Kent, in Inghilterra. È una casa di campagna classificata Grade II che diede l'ispirazione per il romanzo Il giardino segreto di Frances Hodgson Burnett, che visse nella dimora dal 1898 al 1907.